# Toshkent viloyati
Tasjkent (uzbekiska: Tasjkent vilojati / Тошкент вилояти) är en vilojat (provins) i Uzbekistan. Den gränsar till Kirgizistan och Tadzjikistan samt provinserna Namangan och Syr-Darja. Provinsen hade år 2005 uppskattningsvis 4 450 000 invånare och en yta på 15 300 km². Huvudorten är Tasjkent

## Distrikt
Provinsen är indelad i 15 administrativa tuman (distrikt) med huvudort inom parentes:
- Bekabad
- Bustonliq
- Buka
- Chinaz
- Qibray
- Okhangaron
- Oqqurgan
- Parkent
- Piskent
- Quyi Chirchik
- Tasjkent
- Orta Chirchik
- Yangiyol
- Yuqori Chirchiq
- Zangiata